# سرجیو لاپورتا
سرجیو لاپورتا (به انگلیسی: Sergio La Porta) استاد ارمنی‌شناسی در کرسی هیگ و ایزابل در دانشگاه ایالتی کالیفرنیا، فرسنو است. او نویسنده چندین کتاب دربارهٔ تاریخ سیاسی و خرمندانهٔ ارمنی، لغت‌شناسی و ادبیات آخرالزمانی است. او در دانشنامه ایرانیکا در موضوع تاریخ آغازین ارمنستان و روابط ایران و ارمنستان می‌نویسند. او هم‌اکنون ویراستار ژورنال بنیاد ارمنی‌شناسی را به عهده دارد.

## تحصیلات
او فارغ‌التحصیل دانشگاه کلمبیا به سال ۱۹۹۴ در زمینه فرهنگ‌ها و زبان‌های آسیایی و خاورمیانه است. همچنین فارغ‌التحصیل تمدن‌ها و زبان‌های خاورنزدیک به سال ۱۹۹۹ میلادی است و دکترایش را در زمینه تمدن‌ها و زبان‌های خاورنزدیک در سال ۲۰۰۱ از دانشگاه هاروارد دریافت کرده‌است.

## آثار
- three-volume study on Armenian commentaries on the works of Dionysius the Areopagite (Peeters, 2008)
- co-edited with K. Bardakjian a volume entitled, The Armenian Apocalyptic Tradition: A Comparative Perspective SVTP 25 (Brill, 2014)
- with B. Crostini, Negotiating Co-existence: Communities, Cultures and ‘Convivencia’ in Byzantine Society. BAC 96 (WVT, 2013)